# Dentelle d'Argentan
Pour les articles homonymes, voir dentelles.
 (avril 2022).

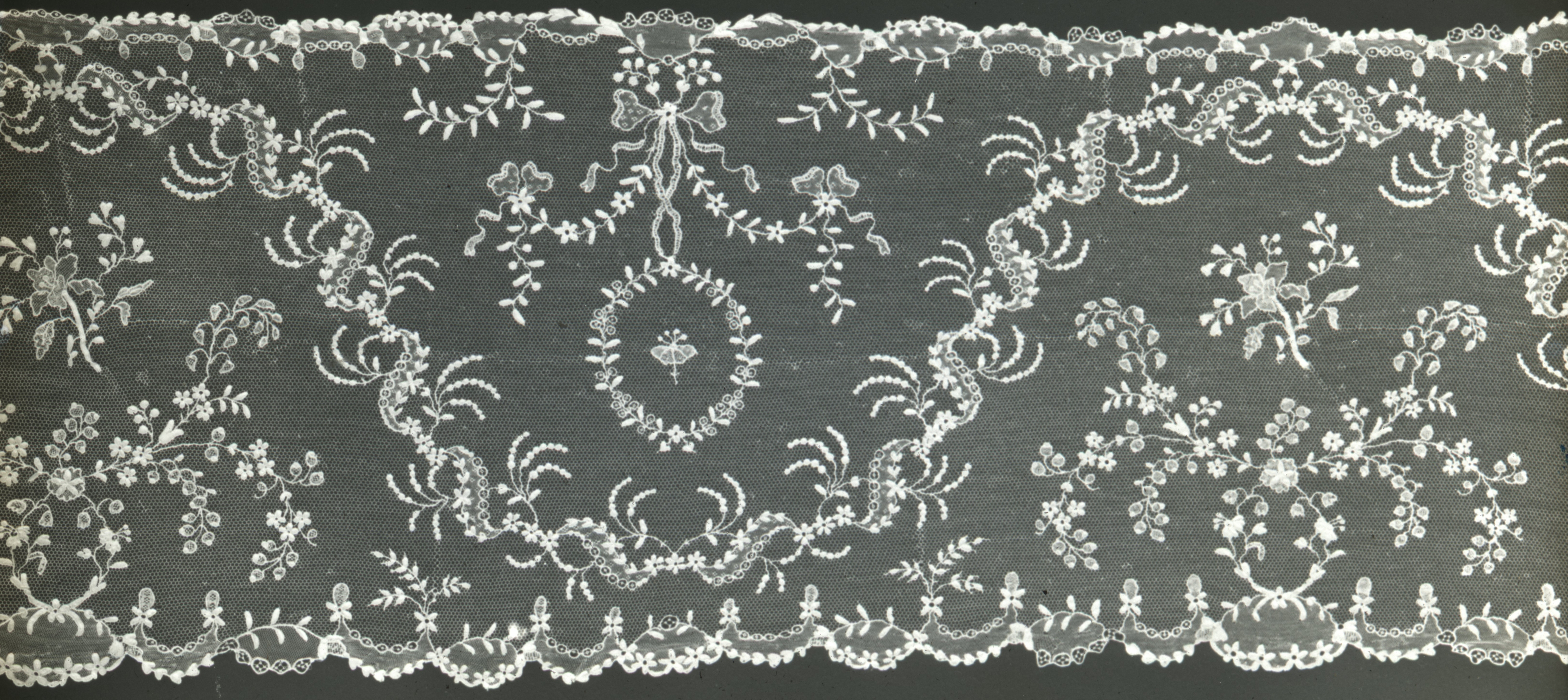
Dentelle d'Argentan, fin du XVIII^{e} siècle.

La dentelle d’Argentan ou point de France est une dentelle à l'aiguille du XVIIe siècle. Au XVIIIe siècle, ses fabricants devinrent les fournisseurs des rois de France et d'Espagne et de leurs cours.
Le point de France, fabriqué à Argentan, a été décrit comme « plus beau et d’une perfection plus grande que celui d’Alençon ». C'est celui que revêtit Louis XV pour son sacre, qu'il employa pour le drap de lit de son mariage, puis pour toute sa chambre (manufacture royale Montulay), adopté par la reine pour sa toilette (manufacture royale du Ponchel), par le dauphin pour son mariage (manufacture royale Joseph de Laleu), et employé pour les garde-robes des rois et reines de France, ainsi que de ceux d'Espagne (de Laleu). Aujourd'hui, les moniales de l'abbaye Notre-Dame d'Argentan exercent toujours ce point, dont elles ont l’exclusivité.

## Définition du Point de France
On la trouve dans la Déclaration du Roy pour l'établissement de la manufacture des Poincts de France registrée en Parlement le 14 août 1665 : « Ouvrages de fil à la manière des Poincts qui se font à Venise, Gennes & Pays Etrangers, tant à l'Eguille qu'au Coussin, dans toute l'estenduë de notre Royaume, que l'on nommera Poincts de France ».
Le bureau principal et le magasin de cette manufacture furent installés à Paris. Des bureaux furent créés dans un certain nombre de villes, dont Alençon et Argentan. Des bureaux secondaires furent même parfois installés dans des localités environnantes. Le Point de France fut inventé en 1641 dans le bureau d'Argentan ainsi que l'atteste le document suivant provenant des archives départementales de l'Orne [C30, dossier101] : « On tiroit autrefois les belles dentelles ou points des pays étrangers, et principalement de Venise ; on a trouvé à Argentan, depuis 70 ans de porter les ouvrages à une plus grande beauté et perfection, en sorte qu'on a abandonné les dentelles et points étrangers et que l'argent qu'on l'on leur portoit reste en France… ».
Aussi, dès le début du XVIIIe siècle, en 1708, une première manufacture royale avec privilège (Mathieu Guyard) fut installée à Argentan. Quatre autres, toujours avec privilège royal, devaient suivre ; en 1714, Pierre Montualay ; en 1741, Mme Wyriot (directeur du Ponche) ; en 1745 Joseph de la Leu ; en 1765, Jacques Wyriot.
Ces cinq manufactures royales fabriquaient du Point royal de France. À côté de celles-ci, il existait des manufactures particulières, sans privilège royal, qui fabriquaient simplement du "Point de France". Alençon possédait aussi des manufactures particulières, mais aucune manufacture royale avec privilège, en dépit de la demande du sieur Louis Alexandre de la Coste qui fut rejetée.